# Ian Stewart (Mathematiker)

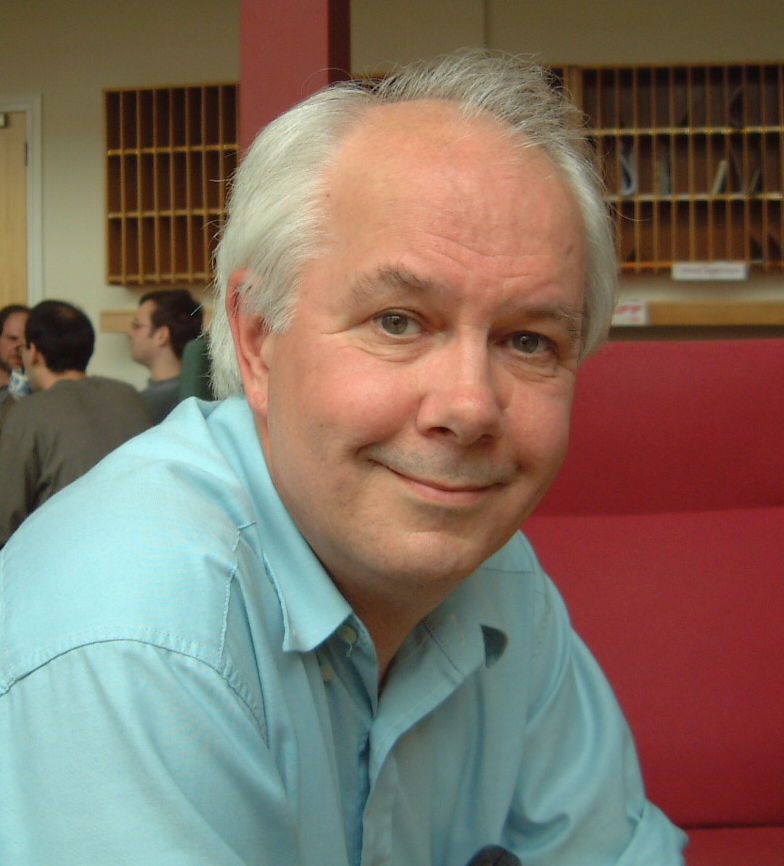
Ian Stewart

Ian Stewart (* 24. September 1945) ist ein britischer Mathematiker und unterrichtet als Professor an der University of Warwick.

## Biographie
Stewart studierte in Cambridge (Bachelor in Mathematik) und an der Universität Warwick, wo er 1969 bei Brian Hartley promovierte („Subideals of Lie algebras“, erschienen in Mathematische Zeitschrift Bd. 111, 1969, S. 301). Er ist Professor und Direktor der „Mathematics Awareness Centre at Warwick“ (MAC@W) an der Universität Warwick und hielt unter anderem Gastlehrstühle in Deutschland (1974), Neuseeland (1976) und den USA (Universität von Connecticut 1977–78, Universität von Houston 1983–84). Außerdem ist er Professor an der Universität von Houston.
Stewart schrieb wissenschaftliche Lehrbücher und Monographien wie „Singularities and Groups in Bifurcation Theory“ (mit Martin Golubitsky und David Schaeffer) und „Catastrophe Theory and Its Applications“ (mit Tim Poston) über Katastrophentheorie (und ihr mathematisches Umfeld wie Singularitätentheorie und Bifurkationstheorie). Er beschäftigt sich vor allem mit Lie-Algebren und der Theorie dynamischer Systeme insbesondere unter dem Aspekt der Symmetrie. Dabei gilt sein besonderes Interesse den Verbindungen zu Anwendungen in der Chaostheorie (einschließlich Kontrolle des Chaos, Antichaos) und Biologie (tierische Fortbewegungsmechanismen, Musterbildung in der Biologie).
Bekannt ist er aber vor allem für seine populärwissenschaftlichen Arbeiten zur Mathematik, insbesondere Zeitschriftenartikel unter anderem für New Scientist und Scientific American und Discover. Von 1990 bis 2001 schrieb er die „Mathematical Recreations' column“ in Scientific American (insgesamt bis jetzt 96 Kolumnen plus weitere 57 für die europäischen und japanischen Ausgaben). Er tritt in Großbritannien und den USA auch viel im Radio und Fernsehen auf.
Seine Zeitschriftenbeiträge hat er auch als Bücher veröffentlicht. „The Symmetry Perspective“ (mit Martin Golubitsky) gewann 2001 den „Ferran Sunyer I Balaguer Prize of the Institut d’Estudis Catalans“ in Spanien. Er bearbeitete auch die Neuauflage der bekannten Einführung in die Mathematik von Richard Courant und Robbins. Daneben ist er auch Science-Fiction-Autor. Bisher sind 19 Science-Fiction-Kurzgeschichten von ihm in Omni, Analog und Interzone erschienen. „Wheelers“, ein Science-Fiction-Roman geschrieben mit Jack Cohen, wurde von Warner Aspect in den USA und von Earthlight in Großbritannien veröffentlicht.
Mit dem Fantasy-Autor Terry Pratchett und dem Biologen Jack Cohen schrieb er auch „The Science of Discworld“ (deutsch: „Die Gelehrten der Scheibenwelt“), das sich 13 Wochen in Folge in den Top 10 der englischen „Sunday Times non-fiction bestseller list“ hielt und für einen Hugo Award der „World Science Fiction Convention“ in Chicago nominiert wurde. Mit der Fortsetzung „The Science of Discworld II: The Globe“ gelang den dreien ein ähnlicher Erfolg. Auf Deutsch erschien dieses Buch anfangs unter dem Titel „Die Gelehrten der Scheibenwelt II“, später mit dem Namen „Die Philosophen der Rundwelt“, der dritte Teil „The Science of Discworld III: Darwin's Watch“ ist unter dem deutschen Titel „Darwin und die Götter der Scheibenwelt“ und der vierte Teil hat den deutschen Titel „Das Jüngste Gericht.“ Alle vier Bände sind als Sammelband mit dem Titel „Die Wissenschaft der Scheibenwelt“ erschienen. Stewarts Buch „Flatterland“ schaffte es unter die Top 20 der „Independent Bestseller List“ in den USA.
Stewart hielt 1997 die berühmten Christmas Lectures der Royal Institution und 1995 erhielt er den Michael-Faraday-Preis der Royal Society für seine Beiträge zur Popularisierung der Wissenschaften. Er ist Ehrendoktor von Westminster, Löwen, der Open University und von Kingston. 2001 wurde er zum „Fellow of the Royal Society“ gewählt. 2015 erhielt er den Lewis Thomas Prize, für 2017 wurde ihm der Euler Book Prize zugesprochen. 2001 erhielt er den Ferran-Sunyer-i-Balaguer-Preis für ein Buch mit Golubitsky.
Zu seinen Doktoranden zählt Jeremy Gray.

## Zitate
„Die wahren Mathematiker jonglieren nicht mit Zahlen, sondern mit Konzepten.“

## Bibliographie

### Fachbücher
- Lie Algebras, Springer, Lecture Notes in Mathematics Bd. 127, 1970
- mit Tim Poston: Catastrophe theory and its applications, Dover 1996
- mit Martin Golubitsky, David Schaeffer: Singularities and groups in bifurcation theory, 2 Bände, Springer 1985, 1988
- mit Martin Golubitsky: The symmetry perspective: from equilibrium to chaos in phase space and physical space, Birkhäuser, Perspectives in Mathematics 2002
- mit David Tall: Algebraic Number Theory, Chapman and Hall 1979, 3. Auflage als Algebraic Number Theory and Fermats Last Theorem bei A.K.Peters 2002
- mit David Tall: Complex Analysis, Cambridge University Press 1997
- Galois theory, Chapman and Hall 1998, 2004
- mit Ralph Amayo: Infinite dimensional Lie algebras, Leiden, Noordhoff 1974
- mit Robin Jones: The Art of C Programming, Springer, New York 1987
- mit Robin Jones, Clive Maynard: The Art of Lisp Programming, Springer, London 1990

### Einführungen in die Mathematik
- Concepts of modern mathematics, Penguin 1980, Dover 1995
- Warum gerade Mathematik? Eine Antwort in Briefen. Spektrum Verlag 2007 (englisches Original: Letters to a young mathematician, Basic Books 2006)
- From Here to Infinity – a guide to today´s mathematics, Oxford University Press 1996 (Neuauflage von The Problems of Mathematics)
- Mathematik – Probleme, Themen, Fragen, Akademie Verlag, Birkhäuser 1990 (englisch: The Problems of Mathematics, Penguin)
- Anhang in der Neubearbeitung von Richard Courant, Herbert Robbins: What is Mathematics?, Springer Verlag 1996

### Populärwissenschaftliche Bücher
- Spielt Gott Roulette? Chaos in der Mathematik, Birkhäuser 1990, Insel Verlag 1993 (englisch: Does God play Dice?, Penguin 1997)
- mit Martin Golubitsky: Denkt Gott symmetrisch? : Das Ebenmaß in Mathematik und Natur, Birkhäuser 1993 (englisch: Fearful Symmetry. Is God a geometer?, Penguin 1993)
- mit Jack Cohen: Figments of Reality – the evolution of the curious mind, Cambridge University Press 1995
- mit Jack Cohen: Chaos und Anti-Chaos – ein Ausblick auf die Wissenschaft des 21. Jahrhunderts, Byblos Verlag 1995, Deutscher Taschenbuch Verlag, 1997, ISBN 3-423-33003-1 (englisches Original: The Collapse of Chaos – discovering symmetry in a complex world, Viking 1994, Penguin 1995)
- Spiel, Satz und Sieg in der Mathematik, Insel Verlag 1997 (englisch: Game, Set and Math – Enigmas and Conundrums, Blackwell 1989, Penguin 1991)
- Die Zahlen der Natur, Spektrum akademischer Verlag, 1998, ISBN 3-8274-0242-5 (englisches Original: Nature's Numbers, Weidenfeld and Nicholson 1995)
- Life´s other secret – the new mathematics of the living world, Wiley 1998
- The Magical Maze – seeing the world through mathematical eyes, Weidenfeld and Nicholson, Wiley 1998
- Das Rätsel der Schneeflocke. Die Mathematik der Natur. Spektrum Verlag 2002 (englisches Original: What Shape's a Snowflake)
- mit Jack Cohen Evolving the Alien: The Science of Extraterrestrial Life. 2. Auflage erschienen unter dem Titel What Does a Martian Look Like? The Science of Extraterrestrial Life. Ebury Press 2002
- Flacherland. Verlag C.H.Beck, München 2003, ISBN 3-406-50179-6, rororo 2004 (englisches Original: Flatterland, MacMillan, Perseus 2001)
- Pentagonien, Andromeda und die gekämmte Kugel – 50 mathematische Kurzgeschichten. Spektrum Verlag 2004 (englisches Original: Another Fine Math You've Got Me Into, Freeman 1992, vorher auf Deutsch auch einzeln erschienen als Das Versteck der Andromeda, Die gekämmte Kugel, Die Reise nach Pentagonien im Spektrum Verlag)
- Die wunderbare Welt der Mathematik. Verlag Piper, München 2006, ISBN 3-492-04770-X (englisches Original: Math Hysteria- fun and games with mathematics. Oxford University Press 2004)
- Die Macht der Symmetrie, Spektrum Verlag 2008 (englisches Original: Why Beauty is truth, Basic Books 2007)
- Professor Stewarts Cabinet of mathematical curiosities. Profile Books 2008
- Kopfzerbrecher: 30 mathematische Rätsel. Piper 2008 (englisches Original: The Mayor of Ugglyville´s Dilemma)
- Neue Wunder aus der Welt der Mathematik. Piper 2009 (englisches Original: How to cut a cake, Oxford University Press 2006)
- Welt-Formeln: 17 Mathematische Gleichungen, die Geschichte machten. Rowohlt Verlag 2014 (englisch: Seventeen Equations that Changed the World, Basic Books 2012)
- Die letzten Rätsel der Mathematik. rororo 2015 (The great mathematical problems, Profile Books 2013)
- Unglaubliche Zahlen. Rowohlt, Reinbek 2016, ISBN 978-3-499-63153-5 (englisches Original: Incredible Numbers)
- Die Berechnung des Kosmos. Wie die Mathematik das Universum entschlüsselt. Rowohlt, Reinbek 2018, ISBN 978-3-499-63249-5
- Größen der Mathematik. 25 Denker, die Geschichte schrieben. Rowohlt, Reinbek 2018, ISBN 978-3-499-63394-2
- Wetter, Viren und Wahrscheinlichkeit. Wie wir die Ungewissheiten des Lebens berechenbar machen. Rowohlt, Hamburg 2022, ISBN 978-3-498-00134-6
- Die Welt als Zahl. Wie Mathematik unseren Alltag prägt. Rowohlt, Hamburg 2024, ISBN 978-3-499-00930-3

### Science Fiction und Fantasy
- Wheelers. Earthlight Books, London 2002, ISBN 0-7434-2902-8 (zusammen mit Jack Cohen).
- Heaven. Warner Books, New York 2004, ISBN 0-446-52983-4 (zusammen mit Jack Cohen).
- Die Gelehrten der Scheibenwelt („The Science of Discworld“). Piper München 2008, ISBN 978-3-492-28616-9 (zusammen mit Jack Cohen und Terry Pratchett).
- Die Philosophen der Rundwelt. Mehr von den Gelehrten der Scheibenwelt („The Science of Discworld 2 - The Globe“). Piper, München 2008, ISBN 978-3-492-28621-3 (früherer Titel Rettet die Rundwelt Heyne, 2003 ISBN 3-453-86174-4; zusammen mit Jack Cohen und Terry Pratchett).
- Darwin und die Götter der Scheibenwelt („The Science of Discworld 3 - Darwin's Watch“). Piper, München 2007, ISBN 978-3-492-26622-2 (zusammen mit Jack Cohen und Terry Pratchett).
- Das Jüngste Gericht. Die Wissenschaft der Scheibenwelt 4. Piper Verlag, München/Zürich 2013, ISBN 978-3-492-26946-9 (britisches Englisch: The Science of Discworld IV: Judgement Day. Übersetzt von Andreas Brandhorst und Erik Simon, mit Terry Pratchett und Jack Cohen).